# Lake Benmore
Der Lake Benmore (Maori Te Ao Marama) ist ein Stausee in der Region Canterbury auf der Südinsel von Neuseeland. Er ist einer von sieben Stauseen des Waitaki Hydro Scheme (Wasserkraft Projekt), das über ein Wassereinzugsgebiet von knapp 97 km2 verfügt.

## Geographie
Der mehrarmige Stausee befindet sich auf einer Höhe von 362 m rund 75 km westlich von Timaru und rund 85 km nordwestlich von Oamaru zwischen den Stauseen Lake Aviemore im Südosten und Lake Pukaki im Norden. Seine beiden Arme weisen eine Länge von je 18 km und 28 km auf, wobei der nach Norden ausgerichtete der Längere von beiden ist. Der westliche Arm zählt zum Waitaki District und der nördliche Arm je zu Hälfte zum Waitaki District und Mackenzie District, wohingegen ein kleiner südöstliche Teil dem Waimate District zugerechnet wird und dort der See nach hydrographische Untersuchungen eine maximale Tiefe von 91 m aufweist. Andere Quellen geben die maximale Tiefe mit 96 m an.
Der Lake Benmore ist mit einer Fläche von 74,5 km2 und eine Uferlänge von 116 km der größte von Menschen erstellte See in Neuseeland und misst als Größenvergleich das 1,5-fache Wasservolumen des Wellington Harbour.
Zu seinen Zuflüssen zählen von Nord nach Süd und von West nach Ost aufgelistet die Flüsse Ōhau River, Twizel River, Tekapo River, Stony River, Ahuriri River, Otamatatapaio River und der Pukaki River, als Nebenfluss des Tekapo River, sowie zahlreiche Creeks und Streams aus den umliegenden Bergen. Der Abfluss des Stausees erfolgt über den angrenzenden Lake Aviemore. Durch das Aufstauen des Sees haben sich einige Inseln gebildet, zu denen Whanau Island, Junction Island, Black Jacks Island und Goose Neck Island als die Größten zählen.
Das Wassereinzugsgebiet des Lake Benmore umfasst eine Fläche von rund 8500 km2 mit einem mittleren jährlichen Wassereintrag von 323 m3/sek. Das aufgestaute Wasser des Sees füllt ein Volumen von 2,04 Mrd. m3.
Das Stauziel das Stausees wurde mit 355,25 m bis 361,45 m festgelegt.

## Geschichte
Im Jahr 1958 begann die neuseeländische Regierung mit der Realisierung des Staudammprojektes zur Aufstauung des Sees und dessen Nutzung zur Stromerzeugung. Für das über mehrere Jahre angelegte Vorhaben und dem zeitversetzt geplanten Staudammprojekt des Lake Aviemore ließ die Regierung für die Bauarbeiter 1958 die Siedlung Otematata errichten, die zur Spitzenzeit im Jahr 1963 über 4000 Einwohnern ein Zuhause gab. Später wurden viele Häuser als Urlaubsunterkünfte verkauft. 1962 waren 1240 Bauarbeiter und 160 schweren Baumaschinen am Staudamm zum Lake Benmore beschäftigt. Nach der Fertigstellung des Staudamms und des Kraftwerks Benmore begann man mit dem Aufstauen des Sees, das im Dezember 1964 abgeschlossen war. Die ersten Generatoren wurden im Januar 1965 in Betrieb genommen und drei Monate später, am 15. Mai 1965 das Kraftwerk durch den damaligen Premierminister Neuseelands, Keith Holyoake offiziell eingeweiht. Ursprünglich für das New Zealand Electricity Department gebaut, befindet sich das Kraftwerk und der Damm seit 1999 im Eigentum des heutigen Betreibers Meridian Energy.

## Absperrbauwerk
Das 110 m hohe und an seiner Basis 490 m breite Absperrbauwerk ist als Gewichtsstaumauer ausgeführt und erstreckt sich über einen 823 m langen Erddamm und ein 122 m langes Absperrbauwerk aus Beton. Mit 12 Mio. m3 Erdmaterial und fast 400.000 m3 verbauten Beton ist es das größte Bauwerk seiner Art in Neuseeland. Das Bauwerk besitzt eine Nord-Süd-Ausrichtung mit einem Bogen von ca. 30 Grad in nordwestliche Richtung ab nördlichen Ende. Dort befinden sich auch die sechs Druckrohrleitungen, die zum unterhalb des Damms liegenden Kraftwerk führen. Die Hochwasserentlastung ist am südlichen Ende das Damms ausgeführt.

## Kraftwerk
Mit einer installierten Leistung von 540 MW ist das Kraftwerk Benmore das zweitgrößte Kraftwerk in Neuseeland nach dem Kraftwerk Manapouri. Seine Jahresleistung, die über sechs 90 MW Generatoren erbracht wird, summiert sich auf 2200 GWh. Von 2008 bis 2010 wurden alle sechs Turbinen für eine Summe von 67 Mio. $NZ überholt, was bei gleichem Wasserdurchsatzeine Effizienzsteigerung von 5 % und einer Jahresleistung von 70 GWh entspricht.

## Tourismus
Der Stausee wird zum Baden, Wasserski- und Bootfahren sowie zum Angeln von Forellen genutzt. Im nördlichen Bereich des Sees befindet sich ein Campingplatz.

## Wasserbelastung
In dem See kam es im Jahr 2013 zu einer starken Ausbreitung der eingeschleppten Wasserpest (Lagarosiphon), die durch Herbizide bekämpft wurde und Anwohner sowie Besucher des Sees öffentlich darauf aufmerksam gemacht wurden.